# Prosopofrontina grossa
Prosopofrontina grossa är en tvåvingeart som beskrevs av Chao 1982. Prosopofrontina grossa ingår i släktet Prosopofrontina och familjen parasitflugor. Inga underarter finns listade i Catalogue of Life.